# Calcarovula mikado
Calcarovula mikado is een slakkensoort uit de familie van de Ovulidae. De wetenschappelijke naam van de soort is voor het eerst geldig gepubliceerd in 1991 door Kurohara & Habe.